# Michelob Ultra Arena
Die Michelob Ultra Arena ist eine Mehrzweckhalle in der Nähe vom Mandalay Bay Resort and Casino am Las Vegas Strip in Paradise, Las Vegas. Sie bietet bis zu 12.000 Plätze. Der Besitzer und Betreiber der Arena ist die MGM Resorts International.

## Geschichte
Die Eröffnung der Veranstaltungshalle fand am 2. März 1999 statt. In der Arena finden Konzerte und verschiedene sportliche Veranstaltungen statt. Im November 2000 trafen die Vereinigten Staaten, Belgien, Tschechien und Spanien im Final Four des Fed Cup im Events Center aufeinander. Die Gastgeberinnen mit Monica Seles, Lindsay Davenport, Jennifer Capriati und Lisa Raymond siegten im Endspiel mit 5:0 gegen die Spanierinnen. Auch das NBA All-Star Celebrity Basketball Game fand 2007 hier statt. Ebenfalls fanden in der Arena die Latin Grammy Awards 2007, 2009 bis 2013 statt. Am 23. August 2010 wurde Ximena Navarrete in der Arena zu Miss Universe gekrönt.
Im Oktober 2017 erwarb die MGM Resorts International das Team der San Antonio Stars aus der Women’s National Basketball Association (WNBA). Seit der Saison 2018 tritt das Team der Las Vegas Aces im Mandalay Bay Events Center an.
Im Februar 2021 erhielt die Halle den Sponsornamen Michelob Ultra Arena. Michelob Ultra ist ein Bier der Brauerei Anheuser-Busch. Es wurde ein mehrjähriger Vertrag beschlossen.